# The Unforgiving
The Unforgiving – piąty album studyjny holenderskiej grupy muzycznej Within Temptation. Płyta ukazała się w marcu 2011 roku nakładem wytwórni muzycznej Roadrunner Records. Teksty na płycie zostały oparte na scenariuszu który napisał Steven O'Connell. Oprawę graficzną wykonał rysownik komiksów Romano Molenaar. Promocji płyty towarzyszyło wydawanie komiksów i serii krótkich filmów związanych z koncepcją albumu.
Pierwszy utwór z płyty „Where Is the Edge” został opublikowany 15 grudnia 2010 roku. Pierwszy właściwy singel „Faster” ukazał się 21 stycznia 2011 roku, natomiast pierwszy krótki film Mother Maiden 31 stycznia 2011. Drugi krótki film Sinéad został opublikowany 21 marca, natomiast singiel o tym samym tytule 15 czerwca 2011. Finałowy krótki film Triplets ukazał się 1 września, z kolei miesiąc później ukazał się teledysk do utworu „Shot In the Dark”. 20 grudnia 2011 roku zespół opublikował teledysk do utworu „Fire And Ice”.
W Polsce album uzyskał status złotej płyty.

## Lista utworów
| Nr  | Tytuł utworu                 | Słowa                                     | Muzyka                                    | Długość |
| --- | ---------------------------- | ----------------------------------------- | ----------------------------------------- | ------- |
| 1.  | „Why Not Me”                 | Sharon den Adel, Robert Westerhol         | den Adel, Westerholt                      | 0:34    |
| 2.  | „Shot in the Dark”           | den Adel, Westerholt, Daniel Gibson       | den Adel, Westerholt, Gibson              | 5:02    |
| 3.  | „In the Middle of the Night” | den Adel, Westerholt, Gibson              | den Adel, Westerholt, Gibson              | 5:11    |
| 4.  | „Faster”                     | den Adel, Westerholt, Gibson              | den Adel, Westerholt, Gibson              | 4:23    |
| 5.  | „Fire and Ice”               | den Adel, Westerholt                      | den Adel, Martijn Spierenburg             | 3:57    |
| 6.  | „Iron”                       | den Adel, Westerholt                      | Westerholt, Gibson                        | 5:41    |
| 7.  | „Where Is the Edge”          | den Adel, Westerholt, Gibson              | den Adel, Westerholt, Gibson              | 3:59    |
| 8.  | „Sinéad”                     | den Adel, Westerholt, Gibson, Spierenburg | den Adel, Westerholt, Gibson, Spierenburg | 4:23    |
| 9.  | „Lost”                       | den Adel, Westerholt, Gibson              | den Adel, Westerholt, Gibson              | 5:14    |
| 10. | „Murder”                     | den Adel, Westerholt, Gibson              | den Adel, Westerholt, Gibson              | 4:16    |
| 11. | „A Demon's Fate”             | den Adel, Westerholt                      | den Adel, Gibson                          | 5:30    |
| 12. | „Stairway to the Skies”      | den Adel, Westerholt                      | den Adel, Spierenburg                     | 5:32    |
|     |                              |                                           |                                           | 53:42   |

| Utwór dodatkowy - edycja niemiecka | Utwór dodatkowy - edycja niemiecka | Utwór dodatkowy - edycja niemiecka | Utwór dodatkowy - edycja niemiecka | Utwór dodatkowy - edycja niemiecka |
| Nr                                 | Tytuł utworu                       | Słowa                              | Muzyka                             | Długość                            |
| ---------------------------------- | ---------------------------------- | ---------------------------------- | ---------------------------------- | ---------------------------------- |
| 1.                                 | „The Last Dance”                   | Spierenburg, Westerholt, den Adel  | Spierenburg, Westerholt, den Adel  | 4:26                               |

| Utwór dodatkowy - edycja polska | Utwór dodatkowy - edycja polska  | Utwór dodatkowy - edycja polska | Utwór dodatkowy - edycja polska | Utwór dodatkowy - edycja polska |
| Nr                              | Tytuł utworu                     | Słowa                           | Muzyka                          | Długość                         |
| ------------------------------- | -------------------------------- | ------------------------------- | ------------------------------- | ------------------------------- |
| 1.                              | „Utopia (featuring Chris Jones)” | Gibson, den Adel                | Gibson, den Adel                | 3:56                            |

| Utwory dodatkowe - edycja japońska | Utwory dodatkowe - edycja japońska | Utwory dodatkowe - edycja japońska | Utwory dodatkowe - edycja japońska | Utwory dodatkowe - edycja japońska |
| Nr                                 | Tytuł utworu                       | Słowa                              | Muzyka                             | Długość                            |
| ---------------------------------- | ---------------------------------- | ---------------------------------- | ---------------------------------- | ---------------------------------- |
| 1.                                 | „I Don't Wanna”                    | Gibson, Westerholt, den Adel       | Gibson, Westerholt                 | 5:02                               |
| 2.                                 | „Empty Eyes”                       | Gibson, Westerholt                 | Gibson, Westerholt                 | 3:42                               |

| Utwory dodatkowe - edycja iTunes | Utwory dodatkowe - edycja iTunes | Utwory dodatkowe - edycja iTunes  | Utwory dodatkowe - edycja iTunes  | Utwory dodatkowe - edycja iTunes |
| Nr                               | Tytuł utworu                     | Słowa                             | Muzyka                            | Długość                          |
| -------------------------------- | -------------------------------- | --------------------------------- | --------------------------------- | -------------------------------- |
| 1.                               | „I Don't Wanna”                  | Gibson, Westerholt, den Adel      | Gibson, Westerholt                | 5:02                             |
| 2.                               | „The Last Dance”                 | Spierenburg, Westerholt, den Adel | Spierenburg, Westerholt, den Adel | 4:26                             |
| 3.                               | „Empty Eyes”                     | Gibson, Westerholt                | Gibson, Westerholt                | 3:42                             |